# Paulo Henrique de Lima
Paulo Henrique de Lima Pereira (Jacobina / Bahia, 1989) é um escritor, historiador e biógrafo brasileiro. É membro da Academia de Ciências e Letras de Conselheiro Lafayette (ACLCL) e da Academia de Ciências, Letras e Artes de Congonhas (ACLAC). 

## Biografia
Filho de Adriane Lucimaria de Lima Pereira e José Pereira Neto, Paulo Henrique de Lima Pereira nasceu no dia 12 de dezembro de 1989, em Jacobina, a “Cidade do Ouro”, no Estado da Bahia, mas reside em Congonhas (Minas Gerais) desde pequeno. É funcionário público municipal e graduando em História. É da Associação Brasileira de Pesquisadores de História e Genealogia (ASBRAP).
Autor de diversos trabalhos históricos e literários publicados em livros e revistas. Em 2015, organizou a Exposição Fotográfica “Dom Silvério Gomes Pimenta (1840-1922)”, com fotos inéditas do prelado, Arcebispo de Mariana e primeiro religioso a tomar posse na Academia Brasileira de Letras, em Congonhas.
Em outubro de 2016, lançou seu primeiro livro, Venenos adocicados – A trajetória do poeta e jornalista Djalma Andrade. A obra biográfica conta a história do congonhense Djalma Andrade (1891-1975), jornalista, poeta lírico e satírico, sonetista, historiador, cronista, radialista, roteirista de cinema e teatro, apresentador de TV, compositor e presidente da Academia Mineira de Letras. Sobre este livro, o historiador Fernando Jorge opinou:
"Paulo Henrique de Lima: conclui a leitura, após chegar de longa viagem, do seu saboroso livro Venenos adocicados. E ao terminar, pensei assim: oxalá todos os venenos fossem como estes! Você é um prosador de mão cheia, pois escreve com clareza, firmeza, e elegância, talento. 
Afirmo: Paulo Henrique de Lima não é um arrombador de portas abertas, pois as suas pesquisas são inéditas e nunca divulgadoras de fatos conhecidos. Todos interessantes".
Em 2017, foi curador da exposição “Dalva de Oliveira – 100 anos do mito”, no Instituto Cultural Cravo Albin (ICCA), no Rio de Janeiro. Ainda neste ano, a biografia que está escrevendo da cantora, resultado de oito anos de pesquisa, foi destaque nos jornais, O Globo , Folha de S. Paulo  e O Tempo.
Em 2019 recebeu a Comenda Antônio Francisco Lisboa, a maior honraria de Congonhas, pelos relevantes serviços prestados ao município. 
Dedica-se a pesquisas históricas, especialmente sobre os municípios de Congonhas e Conselheiro Lafaiete, sobre a História da Literatura e da Comunicação em Minas Gerais e da Era do Ouro do Rádio no Brasil.

## Livros publicados
Venenos adocicados – A trajetória do poeta e jornalista Djalma Andrade (2016) 
Urzedo e a medicina no Brasil Imperial: o pioneirismo de um congonhense (2019) 

## Exposições Fotográficas
2015 - Dom Silvério Gomes Pimenta: o bispo negro.
2017 - Dalva de Oliveira: 100 anos do mito.